# 阿纳斯塔西娅·巴博维奇
阿纳斯塔西娅·巴博维奇（2000年12月13日—），黑山女子手球运动员。她曾代表黑山国家队参加2020年夏季奥林匹克运动会女子手球比赛，获得第6名。